# Anne Elvebakk
Anne Elisabeth Elvebakk Linn (geborene Elvebakk, * 10. Mai 1966 in Voss) ist eine ehemalige norwegische Biathletin.
Sie gehörte in den Anfangsjahren des Biathlonsports der Frauen zu den erfolgreichsten Sportlerinnen. 1988 gewann sie den Gesamtweltcup im Biathlon und wurde Weltmeisterin über 10 Kilometer. 1989 und 1990 holte sie bei den Weltmeisterschaften Gold über 7,5 Kilometer.